# Lützelburg (Adelsgeschlecht)

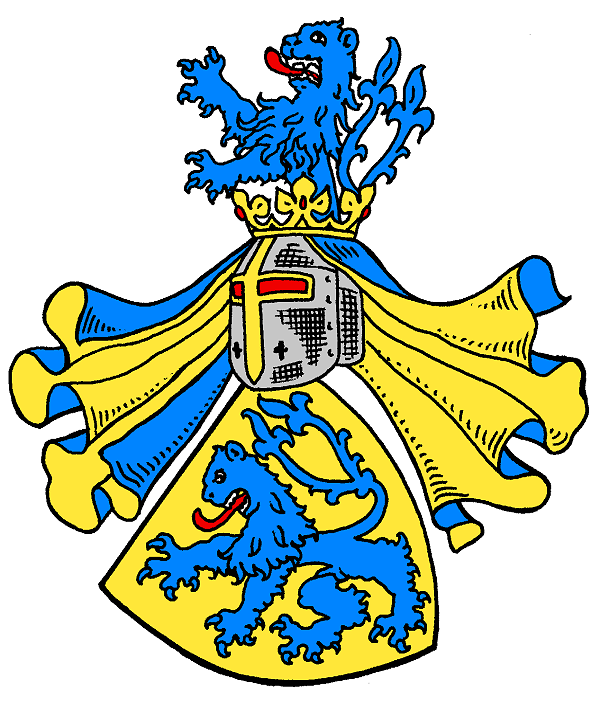
Wappen derer von Lützelburg

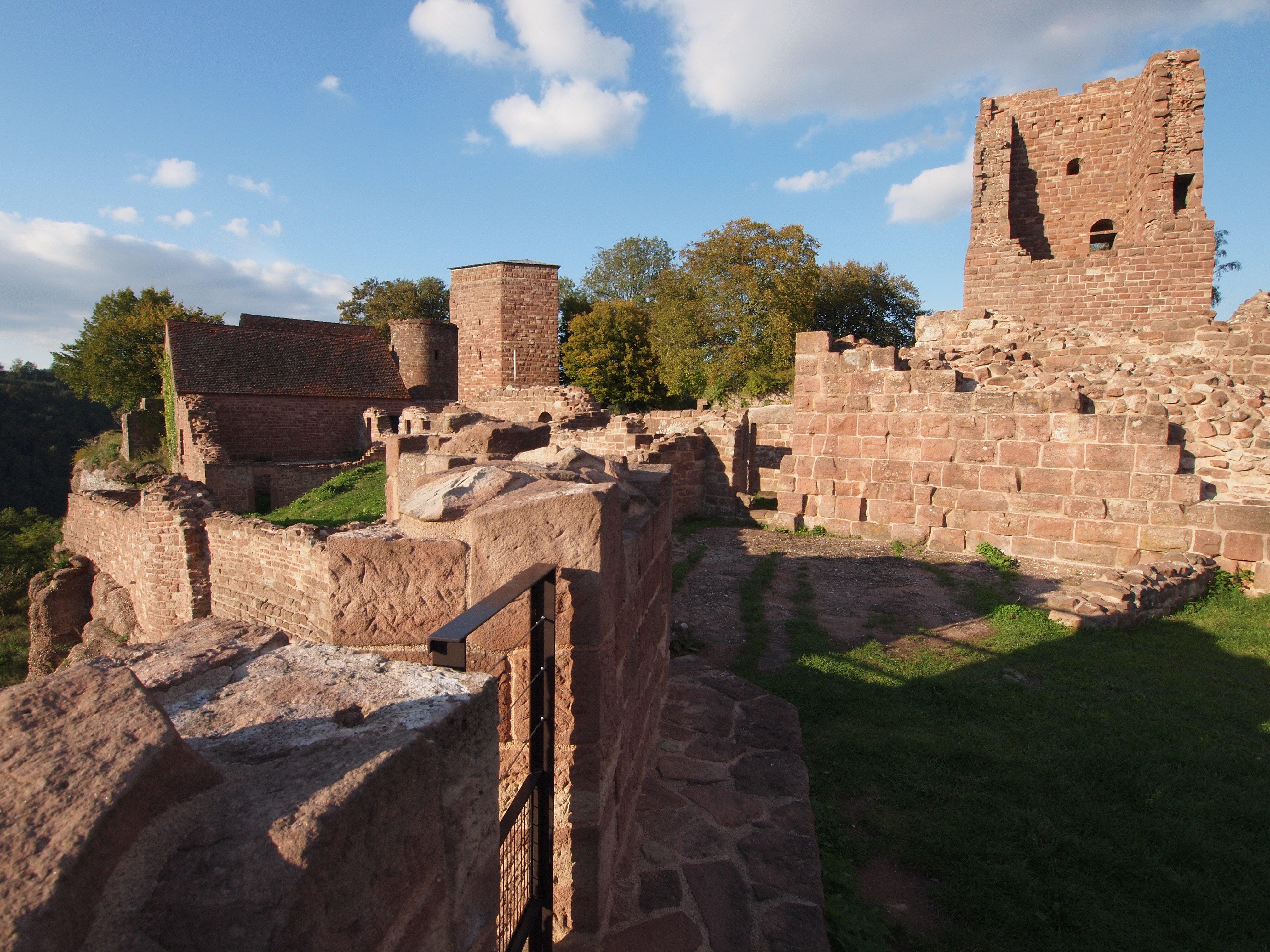
Die Lützelburg

Lützelburg, auch Lüzelburg oder Lützlburg, ist der Name eines alten ursprünglich lothringischen Adelsgeschlechts. Angehörige der Familie gelangten später auch in Bayern und Sachsen zu Besitz und Ansehen.
Die Herren von Lützelburg dürfen nicht mit dem 1149 erloschenen Grafengeschlecht von Lützelburg verwechselt werden. Ebenso besteht keine Stammesverwandtschaft mit dem dynastischen Haus Luxemburg, dessen alte Schreibweise ebenfalls Lützelburg war.

## Geschichte

### Herkunft
Erstmals urkundlich erwähnt wurde das Geschlecht mit „Thimo“, „Albertus“ und „Humfridus de Lutzenlburg“ im Jahre 1166. Die ununterbrochene Stammreihe beginnt mit Egenolf von Lützelburg (auch Eginolf), der erstmals am 18. Dezember 1330 in einer Urkunde erschien. Er war bischöflich Straßburger Lehnsmann in Zabern, ab 1350 auch zu Imlingen sesshaft. Egenolf war mit Elsen von Heringen verheiratet und verstarb 1371.

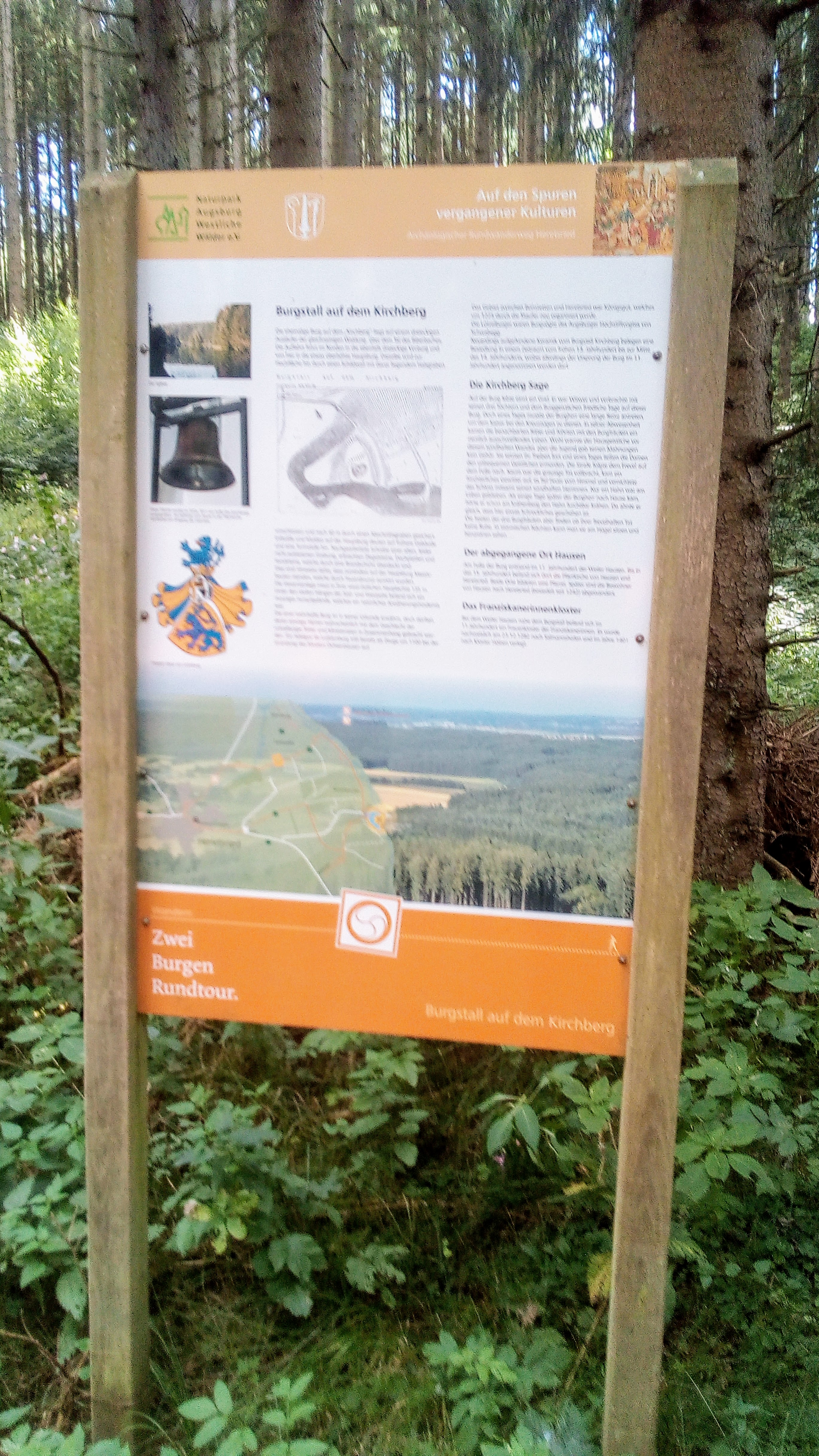
Infotafel am Burgstall Kirchberg

Die Herren von Lützelburg waren ursprünglich Dienstmannen der 1149 ausgestorbenen Grafen von Lützelburg. Das namengebende Stammhaus war die Lützelburg bzw. die nahegelegene Ortschaft Lützelburg, heute eine französische Gemeinde im Arrondissement Sarrebourg im Osten des Département Moselle. Möglicherweise bestand eine Verwandtschaft zu den Herren von Luzelunburg, Ministeriale des Hochstifts Augsburg. Das von Mitte des 12. bis Anfang des 14. Jahrhunderts erwähnte Geschlecht hatte seinen Sitz auf der sonst urkundlich kaum belegten Burg Kirchberg bei Augsburg. Um 1100 entstand in der Nähe die danach benannte Rodungssiedlung Lützelburg. Letzterer Ort unterhält zu Lutzelbourg auch eine Ortspartnerschaft.

### Ausbreitung und Persönlichkeiten
Schön früh ließen sich Angehörige der Familie auch in den benachbarten Herrschaften nieder, so unter anderem im Elsass und im Breisgau. Am Oberrhein hatten sie, außer zu Imlingen und Sareck, zu Imolkam, Oberkirch, Rameting, Sunzing und Unterriexingen Besitz. Im 17. Jahrhundert gelangten Zweige der Familie in die Oberlausitz. Dort waren Doberschütz, Dubra, Gaberin, Niedergurig, Preitz, Qualitz und Zscheckwitz in deren Besitz bzw. Teilbesitz.
Von 1654 bis in das 18. Jahrhundert gehörten die Herren von Lützelburg zur Reichsritterschaft im Ritterkanton Neckar-Schwarzwald des Schwäbischen Ritterkreises.
Von den Nachkommen des Stammvaters Egenolf in der fünften Generation wurde Heinrich von Lützelburg 1520 herzoglich lothringischer Statthalter zu Saarburg i. L. und sein Sohn Friedrich von Lützelburg († 1553), Herr auf Imlingen und Sareck, fürstbischöflich Straßburger Landeshofmeister.
Dessen Enkel Ernst Christoph, Friedrich Wilhelm und Johann Weigand, Söhne des herzoglich-sächsischen Statthalters zu Weimar Anton von Lützelburg, waren die Begründer der drei Haupt- sowie zahlreicher Nebenlinien der Familie. Sie sind alle bis auf die von Friedrich Wilhelm gestiftete Linie erloschen.
Friedrich Wilhelm I. von Lützelburg, königlich französischer Oberst, heiratete Ursula von Landsperg. Ihr Sohn Anton Reichard von Lützelburg wurde Kämmerer und Oberstfalkenmeister von Erzherzog Leopold von Österreich. Aus seiner Ehe mit Maria Johanna Kempf von Angreit kam Friedrich Wilhelm II. von Lützelburg. Er wurde kaiserlicher General der Kavallerie sowie Rat des Erzherzogs Leopold Wilhelm von Österreich und Pfleger der Herrschaft Obernberg. Sein Sohn aus der Ehe mit Maria Anna Notthafft von Wernberg, Johann Wilhelm Freiherr von Lützelburg zu Sunzig, Imolkan und Rameting, war kurbayerischer Kämmerer, Oberst, Pfleger und Kastner zu Schärding. Er heiratete Anna Maria Josepha Freiin Puechleitner von Sunzing. Sohn Adam Wilhelm Freiherr von Lützelburg (* 1701), Herr auf Sunzing und Rameting, war kurbayerischer Kämmerer und Hofrat, fürstbischöflich Freisinger und Regensburger Oberstsilberkämmerer. Aus seiner dritten Ehe mit Maria Maximiliane Freiin von Etzdorf († 1765) kam Joseph Adam Freiherr von Lützelburg (1792–1836), verheiratet mit Maria Anna Franziska Freiin von Reigersberg († 1826).
Von ihren Nachkommen war Ferdinand Freiherr von Lützelburg (* 1798) königlich bayerischer Postverwalter zu Straubing. Aus seiner 1829 geschlossenen Ehe mit Caroline Mayer kamen neben vier Töchtern drei Söhne. Ernst Ingnaz Coloman Freiherr von Lützelburg (* 1799), Herr auf Sunzing, Imolkam und Rameting, wurde königlich bayerischer Hauptmann. Er heiratete 1836 Magdalena von Forster. Seine Schwester Anna Maria Freiin von Lützelburg (* 1797), verwitwete Freifrau von Grimming, heiratete in zweiter Ehe den königlich bayerischen Oberst von Sieber.

### Standeserhebungen
Weigand von Lützelburg, kaiserlicher Oberst und kurfürstlich sächsischer Rat und Kammerherr, erhielt am 1. Dezember 1665 zu Wien den Reichs- und erbländisch-österreichischen Alten Herrenstand mit der Anrede Wohlgeboren und einer Wappenbesserung. Am 22. Januar 1666 erfolgte für ihn eine kurfürstlich sächsische Anerkennung des Freiherrenstandes.
Das Gesamtgeschlecht erhielt am 6. August 1773 zu Compiègne eine königlich französische Anerkennung des Freiherrenstandes (Baronat).
Joseph Adam Johann Freiherr von Lüzelburg (Lützelburg) auf Sunzing, Imolkam und Rameting, königlich bayerischer Kämmerer, wurde am 30. November 1812 bei der Freiherrenklasse der Adelsmatrikel im Königreich Bayern eingetragen.

## Wappen
Das Stammwappen zeigt in Gold einen zweischwänzigen blauen Löwen. Auf dem Helm mit blau-goldenen Helmdecken der Löwe wachsend.

## Namensträger
- Anton Friedrich von Lützelburg († 1662), württembergischer Oberamtmann
- Anton von Lützelburg (1671–1739), polnisch und sächsischer Generalmajor und Kabinettsminister
- Franz Walter von Lützelburg (1707–1762), französischer Generalleutnant
- Johann Wilhelm von Lützelburg († 1722), Kurbayrischer Generalwachtmeister
- Philipp von Lützelburg (1880–1948), deutscher Botaniker